# 멜라민
멜라민(영어: melamine[mˈeləmˌiːn], 독일어: Melamin)은 유기염기(염기성 유기 화합물)의 하나이며 분자식은 C3H6N6이고, IUPAC 이름은 1,3,5-트리아진-2,4,6-트리아민(1,3,5-triazine-2,4,6-triamine)이다.
일반적인 상온의 물에는 약간(1리터에 약 3g) 녹지만, 수온이 높아지면 비교적 잘 녹는다. 약 345 °C 이상의 온도에서는 파괴되면서 융해가 일어난다.
멜라민은 사이안아마이드(cyanamide)의 3중화합체(trimer)이다. 사이안아마이드처럼 질량의 66%가 질소이며, 레진의 성분으로서 소화기에 쓰이는데 그 이유는 연소가 되면 질소를 배출하기 때문이다. 사이안아마이드의 이합체(dimer)인 2사이안2아마이드(dicyandiamide, 또는 cyanoguanidine)도 역시 소화기 분말의 성분이다.
멜라민은 포유 동물의 살충제인 시로마진(cyromazine)을 섭취했을 때 체내에서 생성된다(metabolite). 식물 또한 시로마진을 멜라민으로 전환한다고 보고되었다.

## 독성
쥐에 대한 치사량 LD50은 >3000 mg/kg이다. 많은 양을 섭취하면 여러 종류의 동물에서 요로결석과 방광결석 등을 유발할 수 있다. 또한 많은 양을 오래 섭취할 경우 신장 결함이 일어나 사망에 이르게 된다.
멜라민 섭취에 의한 주요 부작용은 방광결석 및 신장결석으로 요약할 수 있다. 멜라민을 장기간 다량 섭취할 경우 요로결석과 급성신부전 등 주로 방광 및 신장에 염증을 일으킨다고 알려져 있다. 그러나 적은 양의 멜라민은 매일 섭취해도 인체에 해롭지 않다는 것이 전문가들의 주장이다.
일반적으로 독성물질에 대한 상대평가는 반수치사량(Lethal Dose 50)으로 설명한다. 멜라민의 경우 실험쥐에 대한 반수치사량은 3,161 mg/kg으로 알려졌다. 이는 멜라민의 독성이 1 mg/kg의 니코틴보다 약 3,000배 정도 약하지만 10,000 mg/kg의 에탄올(술)보다 약 3배 정도 강하다고 비교할 수 있다. 화학물질에 있어서 치사량이 2000 mg/kg 이상이면 독성이 없는 것으로 평가된다.
일반적으로 비발암물질에 대해서는 허용일일섭취량을 설정한다. 허용일일섭취량은 평생 동안 매일 섭취해도 아무런 부작용이 없는 섭취량을 말하며 대부분 동물을 이용하여 무유해작용량(NOAEL, No Observed Adverse Effect Level)으로 산출된다. 멜라민에 대한 허용일일섭취량 역시 미국 FDA에 의해 제시되었다.
동물을 이용한 실험결과 신장결석을 유발하지 않는 무유해작용량은 63 mg/kg/day이다. 이를 사람에게 적용할 때는 보다 안전을 기하기 위해 독성정보에 따라 차이가 있지만 대략 1,000 배 정도 낮추어 허용일일용량이 설정된다.

## 악용

### 동물 사료와 음식물에 악용
멜라민은 질량중 질소를 많이 함유하고 있다. 몰 질량은 126.12g.mol, 질소의 질량 백분율은 66.6%이다. 대부분의 질소 함유 식품의 질량 백분율이 2.8%에서 5.5%인 것을 감안하면 압도적인 수치이다. 한편, 단백질의 함량을 재기 위해서 유기물의 질소를 측정하는 방법으로 키엘달법과 뒤마법이 널리 쓰인다.
2006년 중화인민공화국에서는 단백질의 함량을 속여서, 미국으로 수출할 가축 사료의 원료인 밀글루텐 등 조단백 함량이 높은 사료 원료의 단백질양을 과장하여 부풀리는 데 이용하였다. 이듬해에는 이 사료를 전국적으로 회수하는 조치가 이루어졌다. 또한 2004년과 2007년 미국과 캐나다에서는 멜라민이 함유된 사료를 섭취한 개와 고양이 5천여 마리에서 급성신부전이 발생한 사례가 보고되기도 하였다. 이러한 멜라민에 유사 물질인 시아누르산이 수소결합을 하면 독성은 더욱 강해진다.
2008년 9월 중화인민공화국에서는 멜라민이 다량 검출된 분유를 섭취한 유아에게서 심각한 부작용이 나타나는 사건이 발생하였다. 우유내 유단백함량을 측정하기 위해서는 유기 화학물을 진한 황산에 반응시켜 질소의 양을 재는 키엘달법이 쓰인다. 이것은 단백질 함량 측정을 위한 매우 기본적인 방법이지만 순단백질의 함량을 측정할 수는 없다. 그래서 중국에서는 순단백질의 함량을 숨기기 위해 낙농가 또는 우유 집유업자들이 질소의 함량이 높은 멜라민을 우유에 첨가하였다. 이를 멜라민 함유량과 관련해 계산하면 섭씨 20도에서 우유 농도를 1.030g/ml, 우유의 단백질 질량 백분율을 3.1%, 우유의 전환율을 6.38로 하여 계단식으로 계산하면 우유 1L를 90%로 희석했을 때 0.75g의 멜라민만 넣으면 질소 함량을 보충할 수 있는 것이다
이로 인해, 중화인민공화국에서는 멜라민이 다량 함유된 분유를 섭취한 유아들의 피해가 특히 심각하였다. 유아 4명이 신장 결석으로 사망하였고, 53000여명의 소아 환자가 발생했다. 멜라민은 분유와 유제품에서 뿐만 아니라 중국산 제과류와 커피크림 등에서도 발견되었다.FDA에서는 음식에서 2.5ppm을 적정선으로 규제하였다.